# Skrillex
Skrillex, de son vrai nom Sonny John Moore (né le 15 janvier 1988 à Los Angeles, en Californie) est un disc jockey, compositeur et producteur américain de musique électronique. Après avoir grandi au nord de la Californie, Sonny Moore rejoint le groupe de post-hardcore From First to Last en tant que chanteur en 2004 et y enregistre deux albums studio (Dear Diary, My Teen Angst Has a Body Count en 2004, et Heroine en 2006) avant de se lancer dans une carrière musicale en solo,. Il lance sa première tournée en solo la même année. Aux côtés d'une nouvelle formation de groupe, Sonny Moore joue à l'Alternative Press Tour en soutien à des groupes comme All Time Low et The Rocket Summer et apparaît sur la couverture des « 100 groupes à connaître » du magazine Alternative Press.
Après la publication de son EP Gypsyhook en 2009, Sonny Moore annonce la sortie de son premier album solo, Bells, aux côtés du producteur Noah Shain. Cependant, il cesse la production de l'album et se lance sous le nouveau nom de Skrillex, puis publie son EP gratuitement téléchargeable My Name Is Skrillex via son profil Myspace. Par la suite, il publie les EP Scary Monsters and Nice Sprites à la fin de 2010, et More Monsters and Sprites en milieu 2011, bien accueilli par la presse spécialisée. Le 30 novembre 2011, il est nommé pour un total de cinq Grammy Awards dans la catégorie « meilleur artiste », et en remporte dans les catégories « meilleur album dance/electronica », « meilleure chanson dance », et « meilleure chanson remixée ». Le 5 décembre 2011, la BBC annonce sa nomination pour le Sound of 2012. Le 12 décembre 2011, il est nommé artiste de dance de l'année par MTV.

## Biographie

### Jeunesse
Sonny Moore est né le 15 janvier 1988 à Los Angeles dans le quartier d'Highland Park du nord-est de Los Angeles,. Il déménage cependant à l'âge de deux ans dans le quartier de Forest Hill à San Francisco, où il va notamment à l'école primaire. Vers ses 9-10 ans, il fait ses années d'école dans un pensionnat situé dans le désert de Mojave mais retourne finalement avec sa famille en Californie du Nord. À l'âge de douze ans, il retourne habiter dans son quartier natal au Nord-Est de Los Angeles où il se fait inscrire dans une académie privée spécialisée dans les arts. Durant l'adolescence, il se réfugie dans une chevelure longue pour cacher son acné abondante (son visage en gardera des cicatrices permanentes). En 2004, Moore apprend son adoption, et quitte sa famille deux ans plus tard. Il assiste à divers concerts de punk rock dans des quartiers Latinos-américains au Sud et à l'Est de Los Angeles et, par la suite, à diverses raves de musique électronique dans divers quartiers d'Echo Park, notamment,.

### From First to Last (2004–2009)

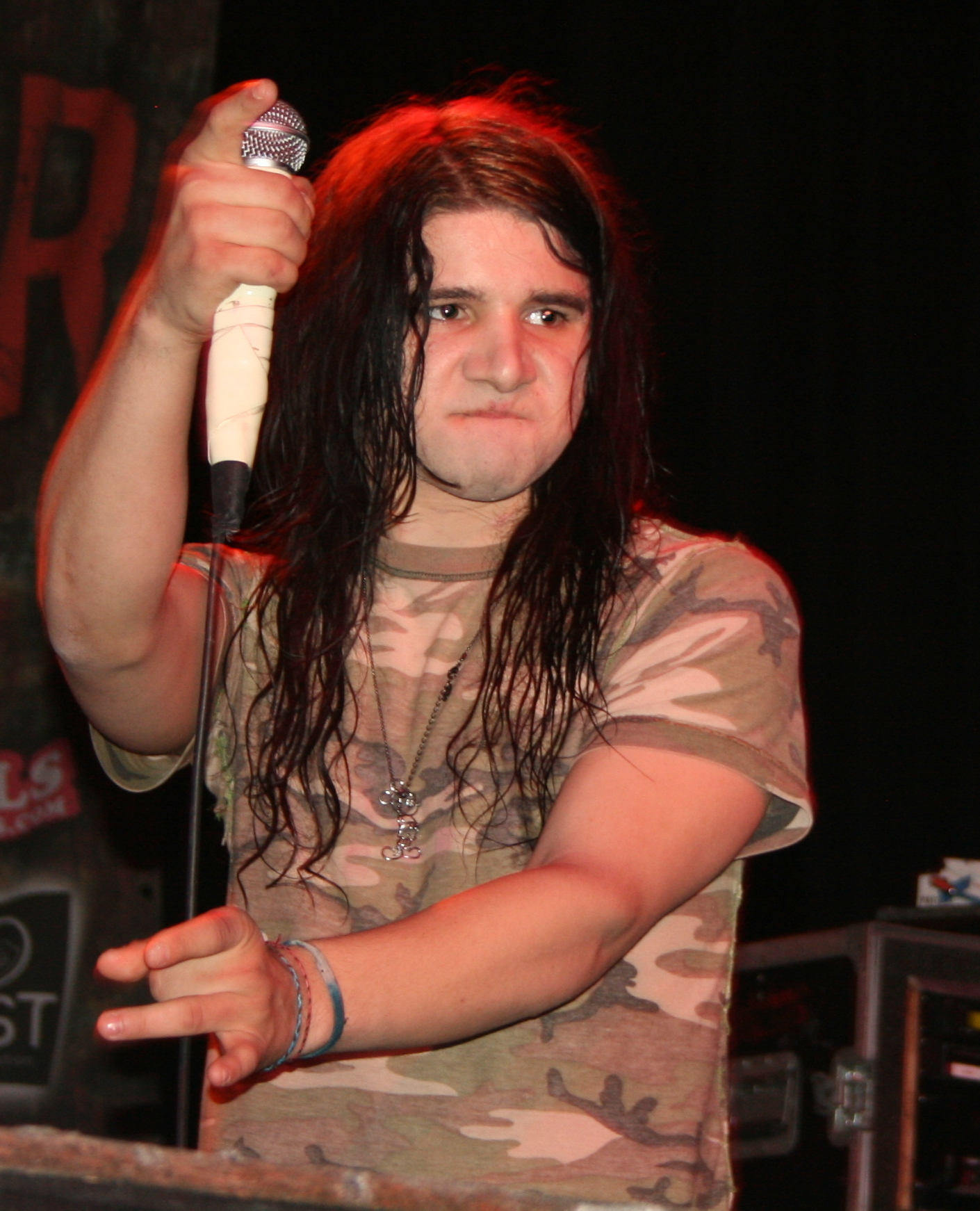
Sonny Moore en 2008.

En 2004, Moore se propose à Matt Good du groupe From First to Last pour jouer de la guitare sur leur premier album. Après un vol pour la Géorgie, Moore joue devant trois producteurs, Derrick Thomas, Eric Dale, et McHale Butler, puis devient finalement le nouveau chanteur du groupe, aux côtés de Good à la guitare,. En juin 2004, Epitaph Records fait paraître leur premier album aux côtés de leur nouveau membre, intitulé Dear Diary, My Teen Angst Has a Body Count.
Après plusieurs passages en tournée, deux aux Vans Warped Tour et un à la Dead by Dawn Tour, ils commencent l'enregistrement de leur second album, Heroine aux côtés du producteur Ross Robinson. L'album est publié en mars 2006 par Epitaph. Suivant les bons chiffres de ventes et leurs tournées à succès, Moore commence à souffrir de problèmes aux cordes vocales, et le groupe est contraint d'annuler plusieurs soirées. À la suite de son opération chirurgicale, Moore informe le groupe de son départ définitif pour une carrière musicale en solo. Plus tard, il expose trois démos sur son profil Myspace intitulées Signal, Equinox, et Glow Worm.
En janvier 2017, Moore fait son retour au chant dans le groupe avec le single Make War, qu'il produit et co-écrit. Dix ans après le dernier concert de Moore au sein du groupe, From First to Last joue à l'Emo Nite LA du 3 décembre 2017 avec le chanteur. Un autre single, Surrender, est publié en juillet 2018.

### Découverte et explosion médiatique (2008–2013)

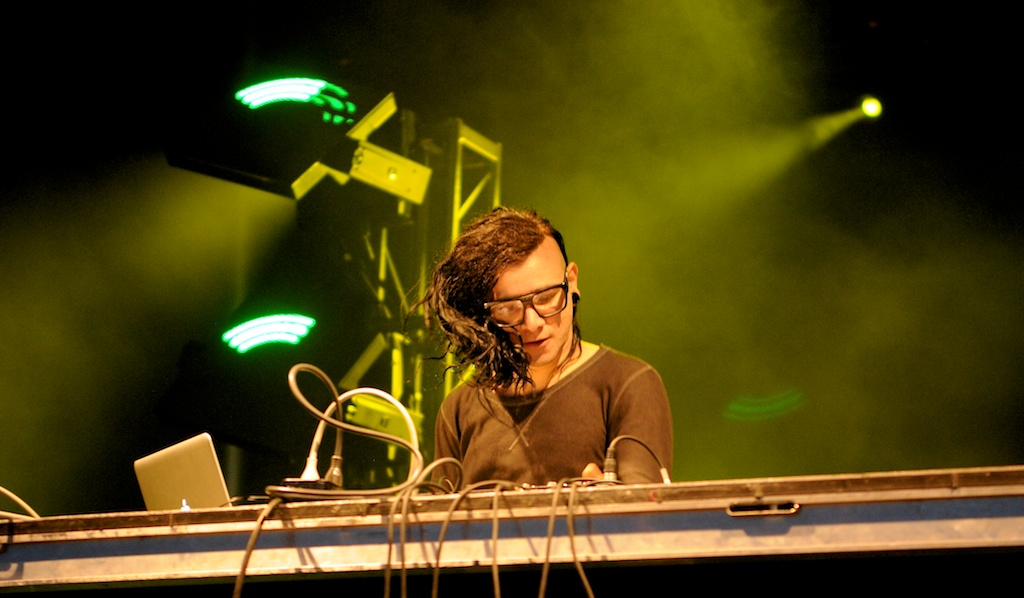
Skrillex au Royal Bank Bluesfest de 2011.

En février 2008, le magazine Alternative Press annonce la seconde tournée de l'AP Tour annuelle, avec All Time Low, The Rocket Summer, The Matches, Forever the Sickest Kids, et Sonny Moore. La tournée démarre à Houston, au Texas le 14 mars, puis dans toute l'Amérique du Nord, pour se terminer à Cleveland dans l'Ohio le 2 mai. Après avoir participé à des tournées avec Innerpartysystem et Paper Route, Moore joue au Bamboozle le 2 mai. Il joue ensuite avec Hollywood Undead en avril 2009 sous le nom de groupe de Sonny and the Blood Monkeys, aux côtés de Chris Null (guitare électrique), Sean Friday (à la batterie et aux percussions) et Aaron Rothe (au clavier et au synthétiseur). Moore annonce finalement l'annulation de l'album Bells. En 2009, il sort son premier et seul EP sous le nom de Sonny Moore, Gypsyhook.
Le 7 juin 2010, Moore fait paraître son premier EP officiel sous le nom de Skrillex, My Name Is Skrillex en téléchargement libre. Il s'occupera de la programmation et fournira des parties vocales pour le troisième album studio du groupe britannique de metalcore Bring Me the Horizon, There Is a Hell, Believe Me I've Seen It. There Is a Heaven, Let's Keep It a Secret. Plus tard dans l'année, Sonny entame une tournée à l'international avec deadmau5 après avoir signé au label mau5trap et fait paraître son second EP, Scary Monsters and Nice Sprites.
En juin 2011, More Monsters and Sprites est publié sur Beatport, et comporte trois titres : First of the Year (Equinox) et deux versions de son titre Ruffneck. Skrillex fait paraître le clip du titre Rock n' Roll (Will Take You to the Mountain) sur sa page officielle YouTube le 20 juin 2011. Le 17 août 2011, Skrillex annonce la fondation de son propre label, OWSLA. « Les premiers albums du label seront composés par les producteurs de brostep originaires de Bristol KOAN Sound, les nouveaux venus axés electro house Porter Robinson originaire de Caroline du Nord, le chanteur-interprète Alvin Risk, et M Machine (anciennement Metropolis). » Le 8 novembre 2011, Skrillex annonce un album intitulé Voltage et donnera plus amples informations auprès du magazine RockSound. Pour des raisons inconnues, cependant, l'album ne sera jamais publié. Le 21 décembre 2011, Skrillex annonce la publication de l'EP Bangarang (EP) sur Beatport le 23 décembre la même année. Il forme le 12 août 2012 un projet parallèle avec Boys Noize appelé Dog Blood qui fera paraître un EP intitulé Next Order/Middle Finger. Le 6 novembre 2012, Skrillex fait paraître un coffret trois vinyles en édition limitée. Skrillex compose la chanson Bug Hunt pour le film d'animation Les Mondes de Ralph, puis y fait une brève apparition.

### Premier album et Jack Ü (2014–2016)

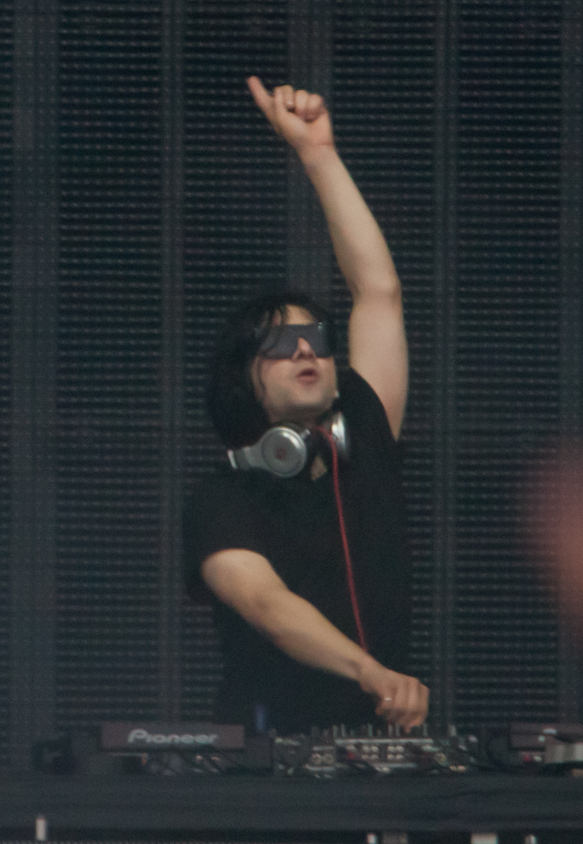
Skrillex sur scène en 2012.

En 2013, Skrillex forme le groupe Jack Ü avec Diplo. La première performance de Jack Ü est organisée au Mad Decent Block Party de San Diego le 15 septembre 2013, qui est une tournée nationale du label Mad Decent.
En 2014 sort le premier album studio de Skrillex, Recess, qui se classe en quatrième position du Billboard 200. Il contient des collaborations avec des artistes tels que Diplo, Chance The Rapper, Fatman Scoop, Alvin Risk, Ragga Twins et le groupe Suédois Niki & The Dove. Le premier single de l'album, Try It Out (Neon Mix), est une nouvelle version de celle contenue dans le jeu vidéo Call of Duty: Black Ops II. Le single donnant son titre à l'album, Recess, est dévoilé en juillet 2014. Cette pièce est une collaboration avec Kill the Noise, Fatman Scoop et le chanteur du groupe d'indie rock Passion Pit, Michael Angelakos.

### Collaborations et pause (2016–2022)
Le 9 décembre 2018, au travers d'une bande-annonce, est annoncée la participation de Skrillex à la bande-son du jeu vidéo Kingdom Hearts 3 sortant environ 1 mois plus tard, avec le morceau d'ouverture Face My Fears, composé par Hikaru Utada, en collaboration avec Skrillex donc, et Poo Bear.
Le 18 juillet 2019, Skrillex sort un EP à deux titres, show Tracks, composé de Fuji Opener avec Alvin Risk et Mumbai Power avec le rappeur Beam. Plus tard cette année-là, Skrillex fait une apparition au Warehouse Project à Manchester aux côtés de Four Tet et Jon Hopkins.
Le 27 octobre 2021, Skrillex joue son premier set solo aux États-Unis depuis le début de la pandémie à New York. Tout au long de 2021 et 2022, Skrillex sort divers singles en solo et en featuring dont Butterflies, In da Getto et Don't Go.

### Retour et double album (depuis 2023)
En janvier 2023, Moore publie une courte vidéo sur les réseaux sociaux annonçant la sortie d'un nouvel album, le premier depuis Recess en 2014. Il annonce ensuite que le premier single Rumble, serait une collaboration avec Flowdan et Fred Again. Ce titre très attendu avait été joué pour la première fois l'été précédent par le britannique Fred Again lors de sa session Boiler Room à Londres.
Le 13 février 2023, Skrillex sort le single Don't Get Too Close. 4 jours plus tard il lance son album, Quest For Fire, avec un mélange de singles pré-sortis et de nouvelles chansons. On y retrouve une grande variété d'artistes : Flowdan, Porter Robinson et Fred Again sont par exemple crédités. L'accueil critique a été généralement positif, Ben Jolley pour NME écrivant que « le retour de Skrillex est largement à la hauteur du battage médiatique" en "canalisant souvent la nostalgie », tout en commentant également que « l'album manque d'un récit clair ou d'un thème général ». Le 18 février 2023, alors qu'il se produisait dans une salle à guichets fermés au Madison Square Garden avec Four Tet et Fred Again, Skrillex sort par surprise son troisième album studio, Don't Get Too Close, moins de deux jours après la sortie de Quest For Fire. Le 19 avril 2023, Skrillex tweet que deux autres albums sont à paraître en 2023 : Contra et Skrlx.

## Prestation scénique
L'artiste attache une forte importance à l'aspect visuel de ses concerts et marque toujours ses sets par un spectacle atypique. Durant une de ses tournées mondiales, Skrillex mixe dans ce qu'il appelle The Cell. Il s'agit d'une technique de projection d'image en haute définition permettant de créer un décor de synthèse en trois dimensions sur une structure physique. Il couple à ce procédé une technologie de capture de mouvement lui permettant de synthétiser ses gestes à l'aide de capteurs placés sur lui afin de les retranscrire en temps réel sur un écran placé derrière lui. Les spectateurs y voient donc Illgamesh (un modèle 3D représenté sous la forme de différents robots ou extraterrestres) bouger au rythme de ses mouvements.
Pendant sa tournée intitulée The Mothership Tour, qu'il partage aux côtés de son ami Dillon Francis, le producteur français DJ Snake et les duo Milo and Otis et What So Not, il s'installe dans une sorte de vaisseau spatial qui décollera durant le concert pour s'élever jusqu'à 8 mètres au-dessus de la scène. L'artiste est entouré de canons à fumée et de canons à flammes colorées, en plus d'un jeu de lumières imposant, de plusieurs écrans à LED, et de lasers pointés au-dessus de la foule. L'artiste est également lié au genre drum and bass, auquel il a contribué en produisant les morceaux What is Light Where is Laughter ainsi qu'un remix drum and bass de Goin'In du groupe Birdy Nam Nam.

## Influences
Skrillex déclare dans une interview être un admirateur de longue date de Warp Records, un label de musique électronique qui a publié des titres d'artistes tels qu'Aphex Twin, Squarepusher et aussi pour les Daft Punk.
À l'occasion de la sortie de l'album Woman de Justice, le 18 novembre 2016, Skrillex, dans un post Facebook, décrit le groupe comme ayant eu un « rôle massif dans ses premières années en tant que producteur » et que « tout ce qu'il avait envie de faire au début était de sonner comme eux »[réf. nécessaire]. En effet, les premières sorties de Skrillex de Slats Slats Slats à l'EP Scary Monsters and Nice Sprites semblent très inspirées dans leurs sonorités glitch par Justice.

## Vie privée
En février 2012, Rolling Stone annonce la rencontre de Moore avec la chanteuse Ellie Goulding par le biais de leurs notoriétés et musiques respectives,. Le couple se sépare à cause de leurs obligations et emplois du temps qui les empêchaient de se voir plus d'une fois par mois.
En janvier 2023 sur la plateforme Twitter, il évoque des problèmes de santé mentale comme raison principale de son absence depuis le début de la décennie 2020.

## Distinctions

### Grammy Awards
Les Grammy Awards sont décernés chaque année par le National Academy of Recording Arts and Sciences. Skrillex remporte neuf prix sur 14 nominations, dont 2 avec le duo Jack Ü. Il est, depuis 2016, l'artiste de musique électronique le plus titré, dépassant les Daft Punk, détenteurs de 6 disques d'or[réf. nécessaire].
| Année | Travail nommé                                             | Catégorie                                        | Résultat   |
| ----- | --------------------------------------------------------- | ------------------------------------------------ | ---------- |
| 2012  | Lui-même                                                  | Meilleur nouvel artiste                          | Nomination |
| 2012  | Scary Monsters and Nice Sprites                           | Meilleur enregistrement dance/electro            | Lauréat    |
| 2012  | Scary Monsters and Nice Sprites                           | Meilleur album de dance/electro                  | Lauréat    |
| 2012  | Benny Benassi featuring Gary Go – Cinema (Skrillex Remix) | Meilleur remix                                   | Lauréat    |
| 2012  | First of the Year (Equinox)                               | Meilleur clip vidéo                              | Nomination |
| 2013  | Bangarang                                                 | Meilleur enregistrement dance/electro            | Lauréat    |
| 2013  | Bangarang                                                 | Meilleur album dance/electro                     | Lauréat    |
| 2013  | Promises (Skrillex and Nero Remix)                        | Meilleur remix                                   | Lauréat    |
| 2015  | Where Are Ü Now (avec Diplo and Justin Bieber)            | Meilleur enregistrement dance/electro            | Lauréat    |
| 2015  | Skrillex and Diplo Present Jack Ü (avec Diplo)            | Meilleur album dance/electro                     | Lauréat    |
| 2016  | Purple Lamborghini (avec Rick Ross)                       | Meilleure chanson écrite pour les médias visuels | Nomination |
| 2019  | Midnight Hour (avec Boys Noize, Ty Dolla Sign)            | Meilleur enregistrement dance/electro            | Nomination |
| 2024  | Rumble (avec Fred Again and Flowdan)                      | Meilleur enregistrement dance/electro            | Lauréat    |
| 2024  | Quest For Fire                                            | Meilleur album dance/electro                     | Nomination |

## Discographie
- 2009 : Gypsyhook
- 2010 : My Name Is Skrillex
- 2010 : Scary Monsters and Nice Sprites
- 2011 : More Monsters and Sprites
- 2011 : Bangarang
- 2013 : Leaving
- 2014 : Recess
- 2015 : Skrillex and Diplo Present Jack Ü (en)
- 2023 : Quest For Fire
- 2023 : Don't Get Too Close (en)
- 2025 : Fuck U Skrillex You Think Ur Andy Warhol but Ur Not!! (en)

## Filmographie

### Musique
- 2012 : Les Mondes de Ralph : musicien
- 2012 : Twilight, chapitre IV : Révélation, 1re partie : musicien
- 2013 : Spring Breakers : co-compositeur
- 2014 : Divergente : musicien
- 2016 : Suicide Squad : musicien

### Acteur
- 2014 : Let's Make A Spaceship : lui-même
- 2016 : Zoolander 2 : DJ de l'incrediBal